# Giōrgos Mpartzōkas
Giōrgos Mpartzōkas (in greco Γιώργος Μπαρτζώκας?; Atene, 11 giugno 1965) è un allenatore di pallacanestro ed ex cestista greco, attuale capo allenatore dell'Olympiakos.
Mpartzōkas è diventato il primo allenatore greco a vincere l'Eurolega, guidando l'Olympiakos alla vittoria nella stagione 2012-2013.

## Carriera

### Giocatore
Mpartzōkas ha giocato nel Maroussi fino a quando, a 27 anni, fu costretto al ritiro dall'attività agonistica a causa di gravi infortuni (Lesione del legamento crociato anteriore destro e successivamente quello sinistro).

### Allenatore
Mpartzōkas ha iniziato ad allenare a 22 anni, mentre era ancora un giocatore di pallacanestro. È stato assistente per diversi anni di Panagiōtīs Giannakīs, capo allenatore del Maroussi. Nel 2006, Mpartzōkas firma il suo primo contratto come capo allenatore dell'Olympia Larissa, riuscendo fin da subito a qualificarsi per i playoff dell'A1 Ethniki, per la prima volta nella storia del club, concludendo la stagione regolare al settimo posto. Anche nella stagione successiva, Mpartzōkas portò l'Olympia Larissa ai playoff, venendo però eliminato ai quarti di finale contro il Panathīnaïkos.
Nel 2009, Mpartzōkas torna sulla panchina del Maroussi, questa volta come capo allenatore, venendo insignito del titolo di allenatore dell'anno della stagione 2009-2010. Al termine della stagione, Mpartzōkas lascia il Maroussi per firmare con il Paniōnios.
Nell'estate 2012, Mpartzōkas firma un contratto con l'Olympiakos, una delle maggiori squadre greche, la quale partecipa anche all'Eurolega. Proprio con l'Olympiakos, Mpartzōkas vince l'Eurolega, diventando così il primo allenatore greco a vincere questa competizione, oltre a vincere il titolo di Coach of the Year. Mpartzōkas conclude la stagione vincendo anche la Coppa Intercontinentale. Poco dopo l'inizio della stagione successiva, Mpartzōkas lascia la panchina dei Reds.
Il 5 luglio 2015, Mpartzōkas firma un contratto con il Lokomotiv Kuban', club russo della VTB United League e con una licenza per la Eurolega. Mpartzōkas porta la sua squadra alle Final Four, dopo aver sconfitto il Barcelona ai playoff.
L'8 luglio 2016, Mpartzōkas lascia Kuban' per firmare un triennale con il Barcelona, squadra della Liga ACB ed anche di Eurolega, restando però solo una stagione sulla panchina dei Blaugrana.
Il 30 giugno 2017, Mpartzōkas torna in VTB United League, diventando il campo allenatore del Khimki, firmando un contratto biennale. Il 21 gennaio 2019, Mpartzōkas viene licenziato dal team russo.
Dopo quasi un anno senza panchina, il 12 gennaio 2020 Mpartzōkas ritorna ad allenare in Grecia, firmando con l'Olympiakos, sostituendo Kęstutis Kemzūra, precedentemente licenziato.

## Palmarès

### Squadra
- Campionato greco: 3

Olympiakos: 2021-2022, 2022-2023, 2024-2025
- Coppa di Grecia: 3

Olympiakos: 2021-2022, 2022-2023, 2023-2024
- Supercoppa greca: 3

Olympiakos: 2022, 2023, 2024
- Eurolega: 1

Olympiakos: 2012-2013
- Coppa Intercontinentale: 1

Olympiakos: 2013
- Liga catalana: 1

Barcellona: 2016

### Individuale
- A1 Ethniki allenatore dell'anno: 1

Maroussi: 2009-2010
- Aleksandr Gomel'skij Coach of the Year: 3 (record condiviso con Željko Obradović)

Olympiakos: 2012-13, 2021-22, 2022-23